# Карлос Мартинез Ривас
Карлос Мартинез Ривас (Гватемала, 12. октобар 1924 - Манагва, 16. јун 1998) био је никарагвански песник.

## Биографија
Рођен је 12. октобра 1924. у Гватемали, где је радио његов отац. Син никарагванског пара, Фелик Педро Мартинез Леклер и Берта Ривас Новоа, Карлос Мартинез Ривас почео је да пише врло млад. Са само шеснаест година добио је Националну награду за поезију. Гимназију је учио у Гранади на Централноамеричком колеџу језуитских свештеника. Његова песма Опорављени рај (Cuadernos del Taller San Lucas, 1943) одмах је добила признање и била је песнично остварење.
По завршетку средње школе преселио се у Мадрид на студије филозофије и писма. 1947. објавио је изненађујућу песму Canto fúnebre a la muerte de Joaquín Pasos, у част свог пријатеља и песника, који је умро у врло младој доби. 1953. објавио је своје најважније дело у Мексику, La insurrección solitaria, које је уједно и његова последња објављена књига.
Радио је за никарагванску дипломатску службу у Риму и Мадриду (1964-1971). Живео је у Паризу (1948-1951), Лос Анђелесу, Калифорнија (1954-1964) и Сан Хозеу (1971-1977). Почетком фебруара 1977. поново се преселио у Никарагву где је две године водио секцију за културу листа „Новедадес“. Од 1977-1983 боравио је у Гранади. Затим се трајно настанио у Манагви, где је своју одлуку да остане сам испунио. 1984. године освојио је националну награду Рубен Дарио, са књигом Infierno de cielo, којој за живота није дозволио да буде објављена.
Преминуо је 16. јуна 1998. у баптистичкој болници у Манагви.
Његова поезија, оригиналност, трезвеност, доследност, прецизно владање језиком, намерно одбацивање самопоуздања „пространог пластичног света, супермодерног и празног“, маште и лепоте без премца у никарагванској литератури, упоредива је само са Рубен Дариом и Соломон де ла Селвом. Поетски осећај и осетљивост дела Карлоса Мартинеза Риваса заслужили су трајно дивљење и поштовање и били су предмет различитих и ригорозних критичких судова у којима се његовом песничком генију приписује запажен утицај и учење у шпанској америчкој и кастиљској поезији.
2007. године, под насловом Poesía reunida, његово песничко дело објављује, саставља, преуређује и бележи песник Пабло Сентено-Гомез, што укључује и његову необјављену књигу Allegro irato.
Његову песму Smaragdos Margara углазбио је никарагвански уметник Салвадор Карденал.

## Дела
- El paraíso recobrado, Granada, Nicaragua. Ediciones del Taller San Lucas,1943.
- La insurrección solitaria, México D.F., Editorial Guarania. Colección Netzahualtcóyotl,1953.
- La insurrección solitaria (incluye El Paraíso Recobrado), San José, Costa Rica. Editorial Universitaria Centroamericana, EDUCA. Colección Séptimo día, 1973.
- La insurrección solitaria, Managua, Editorial Nueva Nicaragua, Colección Letras de Nicaragua, 1982.
- La Insurrección Solitaria seguida de Varia, México D.F., Editorial Vuelta, 1994.
- La insurrección solitaria y Varia, Madrid, España. Colección Visor de Poesía, 1997.
- Infierno de Cielo y antes y después. (Póstumo, fragmento de Allegro Irato), Managua, Nicaragua. Nuevo Signo. Fondo Editorial INC, 1999.
- Poesía Reunida, Managua, Ediciones Anama, 2007.
- Como toca un ciego el sueño, Ediciones Anama, 2012. (Póstumo/ Antología poética compilada y prologada por Pablo Centeno-Gómez).